# Азаров Ілля Ілліч
Ілля Ілліч Азаров (рос. Илья Ильич Азаров 3 серпня 1902, Санкт-Петербург, Російська імперія — 16 липня 1979, Москва) — радянський військово-політичний діяч, Віце-адмірал, у роки німецько-радянської війни — Член Військової ради, заступник начальника Політичного управління Чорноморського флоту.

## Біографія
Народився 3 серпня (21 липня) 1902 року в місті Санкт-Петербург, у родині службовця. Учасник Громадянської війни. Воював на фронтах проти Юденича, у складі Частин особливого призначення бере участь у подавленні Кронштадтського повтання. Був демобілізований, потім призваний до лав Військово-морського флоту СРСР (1924): був червонофлотцем, потім політруком батареї у дивізіоні кронштадтської фортеці.
У 1926 р. закінчив курси Политкерівників при Військово-морському політичному училищі ім. Рошаля.
У 1928 р., закінчив курси військової підготовки Політкерівників при Сумській артилерійській школі, став комісаром дивізіону Іжорського укріпленого району (серпень 1928 — травень 1930 рр.). У травні 1930 — травні 1932 рр. — відповідальний секретар ППО Морських Сил Балтійського моря. У травні 1932 по вересень 1933 рр. — відповідальний секретар лінійного корабля «Марат». У вересні 1933 — вересні 1938 рр. — відповідальний секретар есмінця «Серго Орджонікідзе». Паралельно навчався у Військово-політичній академії імені В. І. Леніна, яку закінчив у 1937 році.
З листопада 1939 по серпень 1941 рр. І. І. Азаров — начальник оргінструкторського відділу Політичного управління Тихоокеанського флоту.
З травня 1941 року — начальник оргінструкторського відділу Головного Політичного управління Військово-Морського флоту СРСР.

## Німецько-радянської війни
У радянсько-німецьку війну дивізіонний комісар І. І. Азаров  — один із керівників оборони Одеси і Севастополя. Був спочатку заступником начальника Політичного управління Чорноморського флоту, потім (3 19 серпня) — членом Військової ради Одеського оборонного району.
Під час оборони Севастополя І. І. Азаров був членом Військової ради Чорноморського флоту (з жовтня 1941 по березень 1943 рр. і з лютого 1944 року. Брав участь у підготовці і проведенні Керченсько-Феодосійської десантної операції.
З березня 1943 по лютий 1944 рр. — заступник начальника Головного Політичного управління Військово-морського флоту СРСР.

## Післявоєнна доба
Після війни, із травня 1947 по липень 1950 рр. — заступник командувача 4-м ВМФ, з липня 1950 по травень 1953 рр. — член Військової Ради 7-го ВМФ.
З червня 1953 року — заступник з політичної частини начальника суднобудування ВМФ.
З липня 1956 на пенсії. Помер 16 липня 1979 року. Похований на Кунцевському цвинтарі Москві.

## Військові звання
- Контр-адмірал — 13 грудня 1942 року
- Віце-адмірал — 25 вересня 1944 року[1]

## Нагороди та почесні звання
- Орден Леніна (1949);
- 3 Ордени Червоного Прапора (1941,1944,1953);
- Орден Нахімова 1-го ступеня (1945);
- Орден Кутузова 2-го ступеня (1945);
- Орден Вітчизняної війни 1-го ступеня;
  - медалі;
  - іменна зброя.

Рішенням сесії Одеської міської ради від 28 вересня 1977 року І. І. Азарову було присвоєно звання «Почесний громадянин міста-героя Одеси».

## Пам'ять
- В Одесі іменем віце-адмірала І. І. Азарова названо провулок біля узбережжя Чорного моря; вулицю у Севастополі[3]
- Ім'я віце-адмірала Азарова носив великий десантний корабель «Рівне» (з 25.5.1982 по 25.7.1997 рр.)

## Кіновтілення
Петро Щербаков «Поїзд у далекий серпень» (1971).